# Eduard Erkes
August Eduard Erkes (* 23. Juli 1891 in Genua; † 2. April 1958 in Leipzig) war ein deutscher Sinologe und Ethnologe. Er war 1928–1933 und 1945–1958 Professor für Sinologie an der Universität Leipzig.

## Leben
Eduard Erkes (Agostino Edoardo Erkes) wurde 1891 als Sohn des Kaufmanns und SPD-Politikers Heinrich Erkes in Genua geboren. Er wuchs in Köln auf. Nach dem Abitur 1910 begleitete er seinen Vater auf einer dreimonatigen geographischen Forschungsexpedition nach Island. Anschließend studierte er an der Universität Bonn Geologie, Geographie, Geschichte und Germanistik, 1911 wechselte er nach Leipzig, wo er sich der Sinologie, Allgemeinen Linguistik, Kulturgeschichte und Völkerkunde widmete. 1913 promovierte er in Leipzig bei August Conrady mit einer Arbeit über Das Zurückrufen der Seele (Chao-hun) des Sung Yüh (einem Dichter aus der Zeit der Streitenden Reiche im 3. Jahrhundert v. Chr.).
Ab 1912 arbeitete er als Volontär, von 1913 bis 1921 als Wissenschaftlicher Hilfsarbeiter am Museum für Völkerkunde zu Leipzig. Er heiratete 1916 die Graphikerin Anna-Babette Conrady (1894–1986), Tochter seines akademischen Lehrers. Im Jahr darauf habilitierte er sich an der Universität Leipzig mit einer Schrift über Das Weltbild des Huai-nan-tze und wurde zum Privatdozenten für Chinesisch ernannt. Fachlich war er mit der Leipziger Schule der Sinologie verbunden, die aus der Tradition von Georg von der Gabelentz sowie Erkes’ Lehrer und Schwiegervater August Conrady hervorging. Im Jahr 1919 trat Erkes der SPD bei und wurde Atheist.

Von 1921 bis 1933 war Erkes Kustos und Leiter der asiatischen Abteilung des Völkerkundemuseums in Leipzig. Seine Ernennung zum außerordentlichen Professor wurde 1925 zunächst abgelehnt; erst 1928 wurde er zum nichtplanmäßigen außerordentlichen Professor für Chinesisch ernannt. 1931–32 verbrachte er in einer Familie in Peking und publizierte darüber 1947 in der Zeitschrift Urania:
„Die Chinesin [...] vernachlässigt sich nie, was Westländerinnen so leicht tun, wenn sie in der Ehe eine gesicherte Position gefunden zu haben glauben, treibt viel sorgfältigere Körperpflege, schont sich bedeutend mehr, erhält sich dadurch dauernd jung und mädchenhaft, geht auch auf die erotischen Wünsche des Mannes mit viel mehr Hingabe und Verständnis ein, als Abendländerinnen es gewöhnlich fertigbringen, und sorgt dafür, daß sie immer das bleibt, was der Mann in ihr sehen will. Der Chinese versteht es also, mehrere Frauen gleichzeitig so zu lieben, daß keine sich vernachlässigt fühlt.“
Im Jahr 1933 wurden Erkes und seine Frau nach Denunziation von Otto Kümmel mit Berufsverbot belegt. Man warf den beiden „politische Unzuverlässigkeit“ vor. Aufgrund des Gesetzes zur Wiederherstellung des Berufsbeamtentums entzog ihm das Sächsische Ministerium für Volksbildung die Venia legendi (Lehrbefugnis). Von 1933 bis 1943 war Erkes als Privatgelehrter in Leipzig tätig. In den letzten beiden Kriegsjahren wurde er als Buchhandlungsgehilfe im Verlag Otto Harrassowitz dienstverpflichtet.
Nach Kriegsende wurde Eduard Erkes im Juli 1945 als Kustos am Museum für Völkerkunde Leipzig wiedereingesetzt und fungierte zudem bis 1947 als kommissarischer Direktor des Museums. Im August 1945 wurde er zum außerplanmäßigen Professor, im April 1947 zum Professor mit vollem Lehrauftrag und schließlich im August 1948 zum ordentlichen Professor für Sinologie an der Universität Leipzig ernannt. Als Nachfolger André Wedemeyer übernahm er auch die Leitung des Ostasiatischen Seminars. Außerdem hielt er Vorlesungen an der Humboldt-Universität zu Berlin. Nach der Zwangsvereinigung von SPD und KPD 1946 wurde er aktives Mitglied der SED.

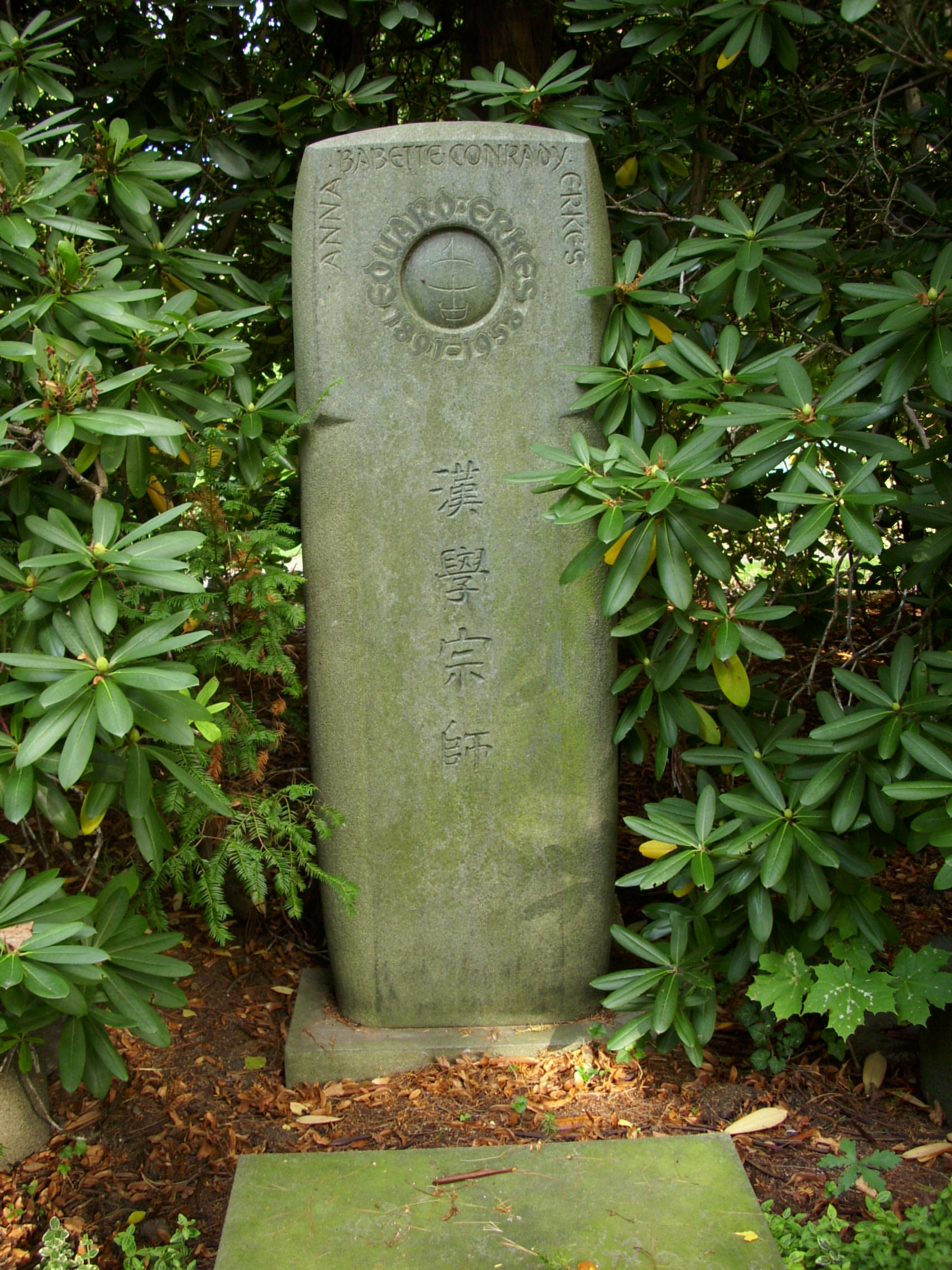
Grabstätte Eduard Erkes auf dem Südfriedhof in Leipzig

Seit 1950 war er ordentliches Mitglied der Sächsischen Akademie der Wissenschaften. Am 7. Mai 1951 wurde das Ostasiatische Seminar der Universität Leipzig zu einem eigenen Ostasiatischen Institut aufgewertet, dessen Direktor Erkes bis zu seinem Tod 1958 war. Auf Einladung der chinesischen Regierung unternahm er 1954–1955 eine weitere Studienreise in die Volksrepublik China.
Erkes wurde auf dem Leipziger Südfriedhof beigesetzt. Sein Grabmal schuf Alfred Späte.

## Werke (Auswahl)
- Gelber Fluß und Große Mauer. Reise durch Chinas Vergangenheit und Gegenwart. Leipzig, Brockhaus, 1958.
- Geschichte Chinas von den Anfängen bis zum Eindringen des ausländischen Kapitals. Berlin, Akademie-Verlag, 1956, ²1957.
- Neue Beiträge zur Geschichte des Choukönigs Yu. Berlin, Akademie-Verlag, 1954.
- Die Entwicklung der chinesischen Gesellschaft von der Urzeit bis zur Gegenwart. Berlin, Akademie-Verlag, 1953.
- Das Problem der Sklaverei in China. Berlin, Akademie-Verlag, 1952.
- Der schamanistische Ursprung des chinesischen Ahnenkults. Sinologica 2, 1950.
- Die Geschichte Chinas. Berlin, Volk und Wissen, 1948.
- China und Europa. Kontrast und Ausgleich zweier Weltkulturen. Leipzig, Volk und Buch, 1947.
- Gestaltwandel der Götter in China. Forschungen und Fortschritte 21–23, 1947.
- Mystik und Schamanismus, Artibus Asiae 8, 1945.
- Das Schwein im alten China. Monumenta Serica 1, Henri Vetch, 1942.
- The God of Death in Ancient China. T’oung Pao 25, 1939.
- Zur Sage von Shun, T’oung Pao 34, 1939.
- Arthur Waley’s Laotse-übersetzung. Hadl, 1935.
- Zur ältesten Geschichte des Siegels in China. Gutenberg, 1934.
- Spuren chinesischer Wertschöpfungsmythen. T’oung Pao 28, 1931.
- Die Götterwelt des alten China. Der Weltkreis 5/6, 1930.
- Der Totemismus bei den Chinesen und ihren Stammverwandten. Weule Festschrift, Leipzig 1929.
- Chinesisch-Amerikanische Mythen Parallelen. T’oung Pao 24, 1926.
- Wie Gott erschaffen wurde. Jena, Urania-Verlags-Gesellschaft, 1925.
- Buch und Buchdruck in China. Gutenberg-Festschrift, 1925.
- Die altchinesischen Farbbezeichnungen. Ein Beitrag zur materialistischen Geschichtsauffassung, in: Otto Jenssen, Der lebendige Marxismus. Festgabe zum 70. Geburtstage von Karl Kautsky, Jena 1924, S. 333–343.
- Chinesische Literatur. Breslau, Ferdinand Hirt, 1922.
- Chinesen. Leipzig, Dürr & Weber, 1920.
- China. Gotha, F. A. Perthes, 1919.
- Das Weltbild des Huai-nan-tze. Berlin, Oesterheld, 1918.
- Japan und die Japaner. Leipzig, Veit, 1915.
- Altchinesische Beschwörungsgedichte. Das "Zurückrufen der Seele" (Chao-Hun) des Sung Yüh. Leipzig, 1914.